# Palazzetto dello Sport Gianni Asti
Il Palazzetto dello Sport Gianni Asti, fino al 9 dicembre 2019 noto come PalaRuffini, è un'arena coperta polifunzionale situata nel quartiere di Pozzo Strada, a Torino, all'interno del parco Ruffini.
L'impianto è stato intitolato il 9 dicembre 2019 allo storico allenatore torinese Gianni Asti, scomparso l'anno precedente.

## Struttura
Progettato dall'architetto Annibale Vitellozzi nel quadro delle celebrazioni dell'Expo 1961 a Torino, ricorda il palazzetto dello sport di Roma progettato dallo stesso Vitellozzi insieme all'ingegnere Pier Luigi Nervi.
La struttura è stata per l'intero dopoguerra l'impianto polivalente di riferimento della città di Torino, fino alla realizzazione prima del PalaStampa nel 1994 e poi del Palasport Olimpico e del Palazzo a Vela nel 2006, decisamente più capienti.
L'impianto è poi stato ristrutturato e inaugurato nuovamente nel 2004.
La capienza è di 3 971 posti a sedere (266 della Curva Guerrieri, 707 della Tribuna Gialla, 2 983 della Tribuna Blu e 15 riservati ai disabili), esclusi i parterre mobili che possono aumentare la capienza di altri 475 posti (243 del Parterre Rosso e 232 del Parterre Nero) per un totale di 4 446 posti.
La struttura è dotata di una sala anti-doping, due palestre per il pre-riscaldamento, una palestra per attrezzistica, due punti di primo soccorso, un'infermeria, un locale bar, una sala conferenze, una sala stampa, una sala vip e cinque spogliatoi tutti predisposti per atleti portatori di handicap.
Il palasport è inserito armoniosamente nel Parco Ruffini di Torino e, insieme allo stadio Primo Nebiolo, costituisce un importante punto di riferimento per l'impiantistica sportiva della città di Torino.
Tra gli altri eventi, la struttura ha ospitato numerosi concerti e le squadre torinesi di pallacanestro dell'Auxilium Torino e di pallavolo del CUS Torino.

Il 2 dicembre 1972 ha ospitato anche un incontro mondiale di boxe per la categoria pesi superleggeri tra il detentore Bruno Arcari e lo sfidante brasiliano Costa Azevedo.
Attualmente il PalaRuffini ospita la società di pallacanestro femminile e maschile del Basket Torino.

## Eventi sportivi
Il PalaRuffini ha avuto un ruolo fondamentale sia per la pallavolo, sia per la pallacanestro torinese ospitando, oltre alle principali squadre cittadine, anche importanti eventi:
- Maggio 1967: Tournée europea degli Harlem Globetrotters
- 1972: Final Four della Coppa Italia
- 1976: finale di Coppa delle Coppe tra Olimpia Milano e ASPO Tours.[4]
- 1979: EuroBasket: girone di consolazione e finali
- Partite casalinghe dell'Auxilium Torino
- 1993: finale di Coppa d'Europa tra Aris Salonicco ed Efes Pilsen.[1][5][6]
- 2005: Campionati del Mondo bocce settore Volo
- 2015: Final four della Supercoppa italiana di pallacanestro maschile
- Partite casalinghe del CUS Torino Pallavolo
- 2022: 35º Campionato Mondiale di Twirling
- 2023: tre giornate della pool B del Campionato europeo femminile di pallavolo 2023[7]

## Concerti
Il PalaRuffini è stato, a partire dalla metà degli anni sessanta, sede di molti Tour e concerti di musica leggera, Rock e Jazz.

### Anni Sessanta
1966
- 23 giugno: Cantagiro 1966
- 26 settembre: "La battaglia del Beat" con The Rokes, I Giganti, Dik Dik, I Profeti, I Califfi

### Anni Settanta
1971
- 9 maggio: Musical "Up with the people"
- 22 maggio: Ella Fitzgerald
- 9 giugno: Chicago
- 10 giugno: Uriah Heep
- 8 ottobre: Ray Charles
- 16 novembre: Miles Davis, Live-Evil Tour

1972
- 14 gennaio: André Previn

1973
- 17 aprile: Elton John, "Elton John Tour 1973"
- 5 giugno: Blood, Sweat & Tears
- 15 luglio: Rod Stewart con i Faces
- 19 ottobre: Gentle Giant
- 12 novembre: King Crimson "Larks' Tongues in Aspic" Tour
- 4 dicembre: Santana, Lotus tour

1974
- 22 gennaio: Black Sabbath
- 3 febbraio: Genesis[8][9][10]
- 8 aprile: Traffic, When the Eagle Flies Tour 1974, con gravi disordini davanti al Palasport[11]
- 28 novembre: Gentle Giant

1975
- 12 febbraio: Lou Reed, Rock N Roll Animal Tour, unico concerto italiano del tour, poi interrotto
- 24 marzo: Genesis, The Lamb Lies Down on Broadway Tour
- 25 marzo, Weather Report, annullato a causa gravi incidenti il giorno precedente[12]
- 26 giugno: Fabrizio De André
- 30 novembre: Eugenio Finardi, Fabrizio De André, Storia di un impiegato Tour
- 16 dicembre: Francesco Guccini
- 18 dicembre: Premiata Forneria Marconi
- 21 dicembre: Antonello Venditti, Lilly Tour (con orchestra)

1976
- 25 marzo: Ginger Baker, con gruppo Baker Gurvitz Army
- 28 marzo: Inti-Illimani, Serata di solidarietà con il Cile
- 2 maggio: Tony Esposito, Napoli Centrale, Mediterraneo Tour
- 13 novembre: Muddy Waters, Torino Jazz Festival

1977
- 8 marzo: Premiata Forneria Marconi,
- 22 giugno: Alberto Camerini, Eugenio Finardi
- 13 settembre: Santana, annullato causa gravi incidenti tra Polizia e gruppi dei Circoli Giovanili

1978
- 25 febbraio: Alberto Camerini

1979
- 4 gennaio: Fabrizio De André + Premiata Forneria Marconi
- 18 gennaio: Demetrio Stratos, James Senese, Mauro Pagani, Rock Exhibition Tour
- 8 febbraio: Claudio Baglioni, E tu come stai? Tour
- 12 febbraio: Roger McGuinn + Chris Hillman
- 5 marzo: Francesco De Gregori, ospite Lucio Dalla
- 4 aprile: Lucio Dalla Italian Tour 1979
- 4 maggio: Rockets, Plasteroid Tour
- 16 settembre: Francesco Guccini, Spettacolo con Assemblea Musicale Teatrale
- 8 novembre: John McLaughlin, Jack Bruce, Billy Cobham, SuperSession Tour
- 19 novembre: Pooh, Viva Tour
- 4 dicembre: Angelo Branduardi

### Anni Ottanta
1980
- 15 gennaio: Roberto Vecchioni
- 19 febbraio: UK Subs, Ramones, Ramones Tour 1980
- 4 aprile: The Cramps, The Police, The Police Tour 1980
- 22 aprile: The Damned, The Black Album Tour
- 24 aprile: Rockets, Galaxy Tour
- 24 giugno: Devo, Freedom of Choice Tour
- 30 settembre: Peter Gabriel, Peter Gabriel Tour 1980
- 11 ottobre: Madness, One Step Beyond Tour
- 20 ottobre: Joe Cocker
- Treves Blues Band, Treves Blues Band Tour 1980

1981
- 3 febbraio: Banco del Mutuo Soccorso, Urgentissimo Tour
- 3 aprile: Iron Maiden, UK Tour
- 29 aprile: Status Quo, prima volta in Italia
- 26 ottobre: Alvin Lee, Mick Taylor, Alvin Lee and Mick Taylor & friends Tour
- 28 ottobre: Alberto Fortis
- Pooh, Buona fortuna Tour
- 10 dicembre: Saxon, Strong Arm of the Law Tour

1982
- 31 marzo: Rockets, TT 3,14 Tour
- 14 settembre: Toto, Toto IV World Tour
- 2 dicembre: Pino Daniele

1983
- 22 febbraio: Gianna Nannini
- 10 marzo: Saxon, Power & the Glory Tour
- 23 giugno: Peter Frampton, Art Of Control Tour

1984
- Pooh, Aloha Tour
- Renato Zero, Caravan Zero Tour

1985
- 28 ottobre: Tears for Fears
- 9 dicembre: The Cure, Head Tour
- 17 dicembre: Ray Charles

1986
- 4 febbraio: Lloyd Cole and the Commotions
- 5 febbraio: Simply Red
- 7 febbraio: Blue Öyster Cult
- 25 marzo: Francesco Guccini
- 6 settembre: Public Image Limited - PIL
- 18 ottobre: Jackson Browne
- 8 novembre: Francesco De Gregori
- 16 dicembre: Iron Maiden
- Pooh, Giorni Infiniti Tour

1987
- 13 settembre: Bob Dylan, Knocked Out Loaded with Tom Petty
- 16 settembre: Zucchero Fornaciari
- 18 settembre: Edoardo Bennato
- 24 settembre: CCCP - Fedeli alla linea
- 29 ottobre: Depeche Mode, Music for the Masses Tour, Primo concerto a Torino
- 6 dicembre: Black Sabbath, The Eternal Idol Tour
- 10 dicembre: Pooh, Il colore dei pensieri Tour

1988
- 15 gennaio: Renato Zero, Zero Live Tour
- 25 gennaio: Marillion, Clutching at Straws Tour
- 12 aprile: a-ha, Stay on These Roads Tour
- 3 giugno: Frank Zappa, The Frank Zappa 1988 Tour Project
- 21 settembre: Deep Purple
- 26 settembre: Luca Carboni, Luca Carboni Tour 1987-1988
- 30 novembre: Pooh, Oasi tour

1989
- 22 aprile: Motörhead, Rock 'n' Roll Tour
- 3 giugno: Simply Red
- 9 giugno: Marc Almond; The Cure, "The Prayer Tour"
- 28 settembre: Edoardo Bennato
- 16 ottobre: Jethro Tull
- 23 novembre: Yes, An Evening of Yes Music
- Europe, Out of This World Tour

### Anni Novanta
1990
- 9 febbraio: Spandau Ballet
- 20 marzo: Tears for Fears
- 21 maggio: Yngwie J. Malmsteen, The Eclipse tour
- 20 settembre: Pooh, Uomini soli tour (data di apertura del tour italiano)
- 22 novembre: Iron Maiden, No Prayer on the Road Tour, annullato
- 27 novembre: Francesco Guccini
- 11 dicembre: Gianna Nannini, Scandalo tour

1991
- 30 gennaio: Litfiba, El Diablo tour
- 23 aprile: Lucio Dalla, Cambio tour
- 12 settembre: Litfiba, El Diablo Tour, Festa dell'Unità

1992
- Pooh, Il cielo è blu sopra le nuvole tour (2 date)
- Greg Lake, Greg Lake Tour
- Luca Carboni, Ci vuole un fisico bestiale Tour (2 date)

1993
- 22 marzo: Marco Masini (T'innamorerai Tour)
- Iron Maiden, Real Live Tour
- 27 settembre: Deep Purple, The Battle Rages On Tour

1994
- 16 aprile: Bryan Adams, "So Far So Good Tour"
- Elio e le Storie Tese, Elio e le Storie Tese Tour 1994

1996
- 4 giugno: Elio e le Storie Tese, Elio e le Storie Tese Tour 1996
- 21 settembre: Francesco De Gregori, Prendere e lasciare Tour
- Deep Purple, Purpendicular Tour
- Luca Carboni, Mondo Tour

1997
- 27 gennaio: Pooh, Amici per sempre Tour

1998
- Luca Carboni, Carovana Tour

### Anni Duemila
2000
- Luca Carboni, Europe Live Tour

2002
- Luca Carboni, Lu*Ca Tour 2002

2004
- Luca Carboni, Autoritratto Live Tour

2005
- 12 gennaio:Max Pezzali, TuttoMax Tour
- Elisa, Pearl Days Tour
- Francesco De Gregori, Musica-Energia
- Franco Battiato, Dieci Stratagemmi Tour
- Lee Ryan, Lee Ryan Tour 2005
- Negrita, L'uomo Sogna Di Volare Tour

2007
- Disco Inferno, Disco Inferno Tour 2007
- Elisa, Soundtrack Live Tour
- Negrita, No Relax Tour
- Procol Harum, Procol Harum Tour 2007
- Stadio, Parole nel Vento Tour
- Toto, Falling In Between Live

2009
- Alessandra Amoroso, Stupida Tour
- Marco Carta, La Forza Mia Tour
- Pino Daniele, CPD Concert

## Galleria d'immagini

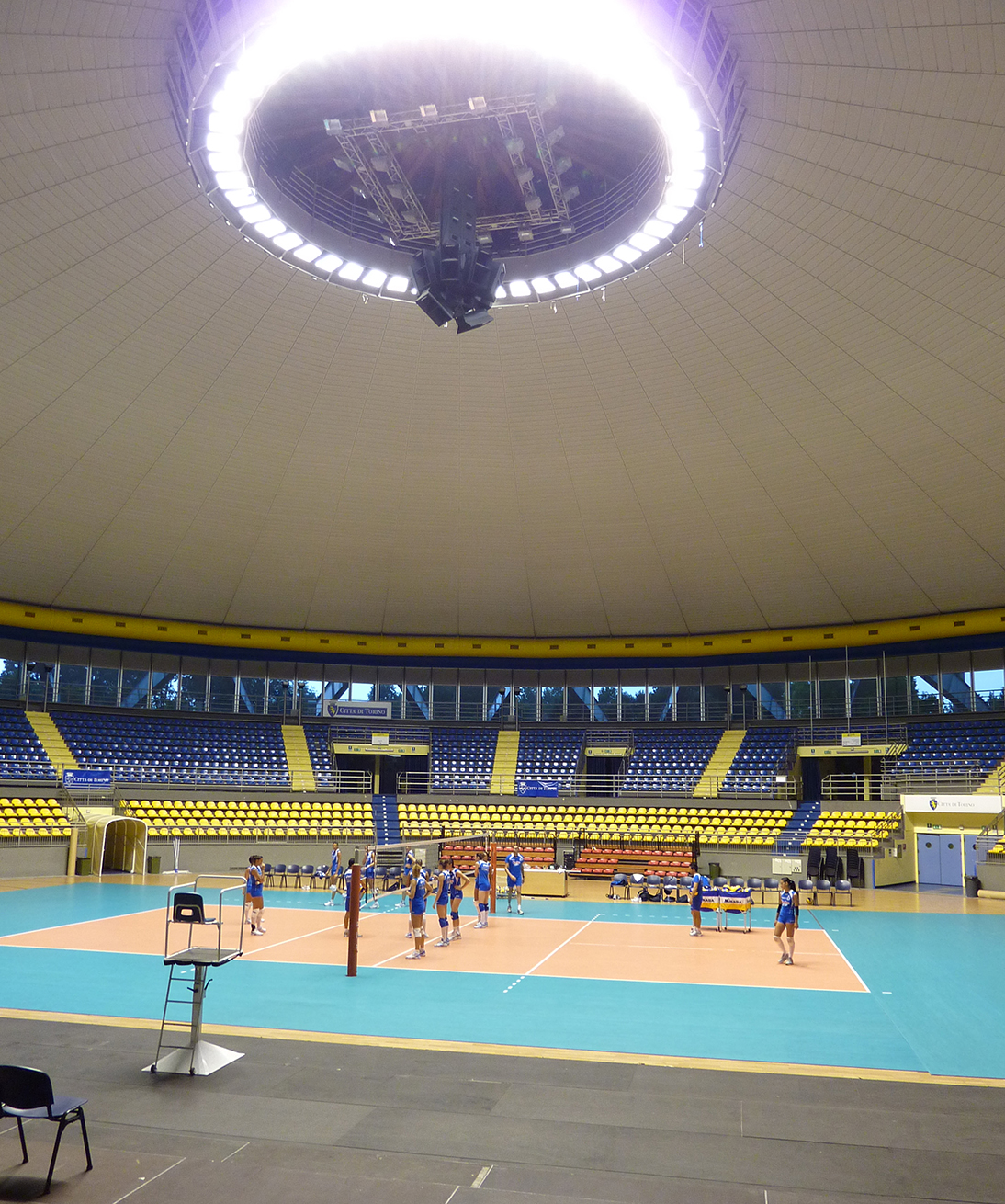
PalaRuffini di Torino: vista panoramica
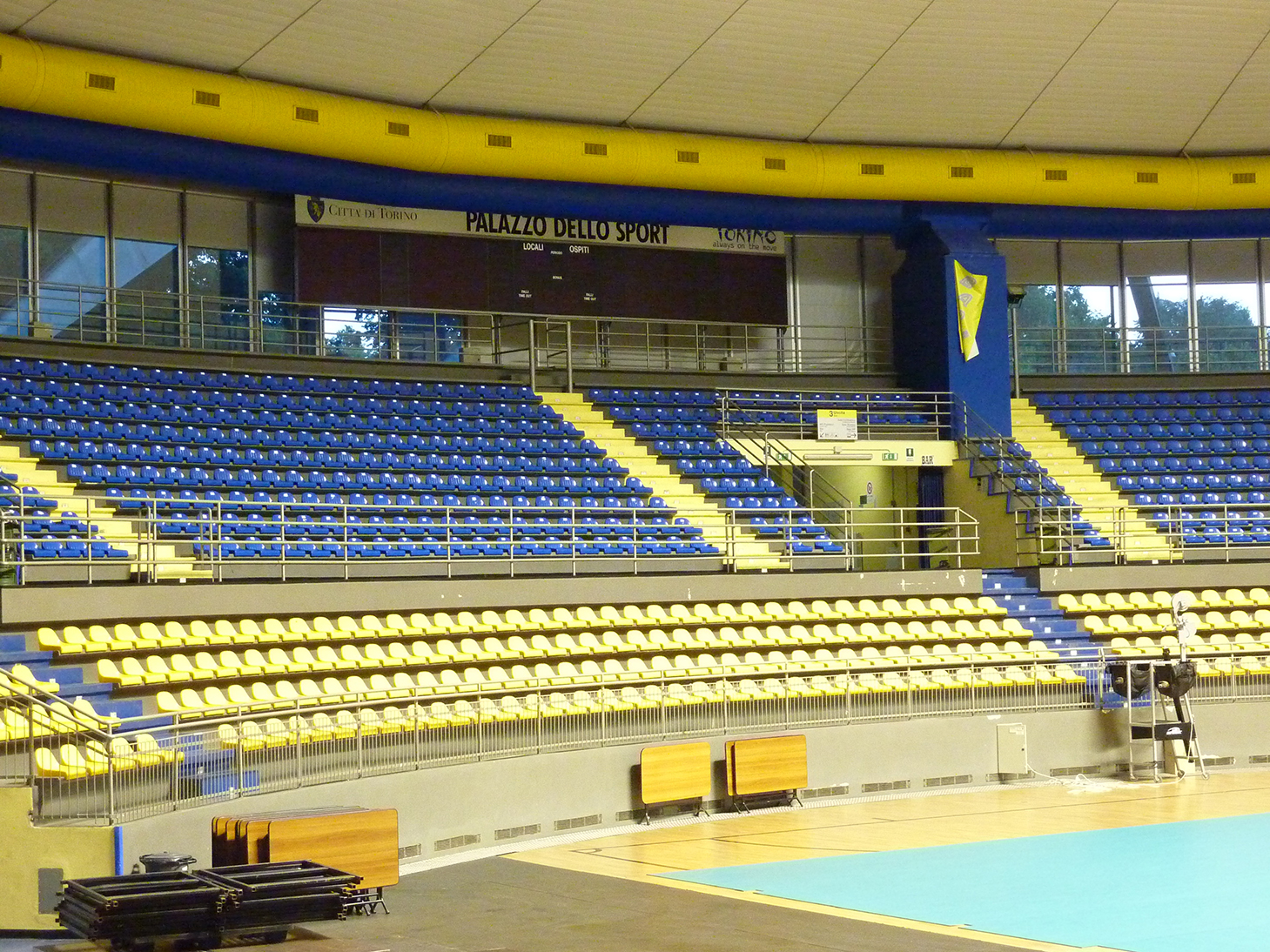
PalaRuffini di Torino: vista tribune
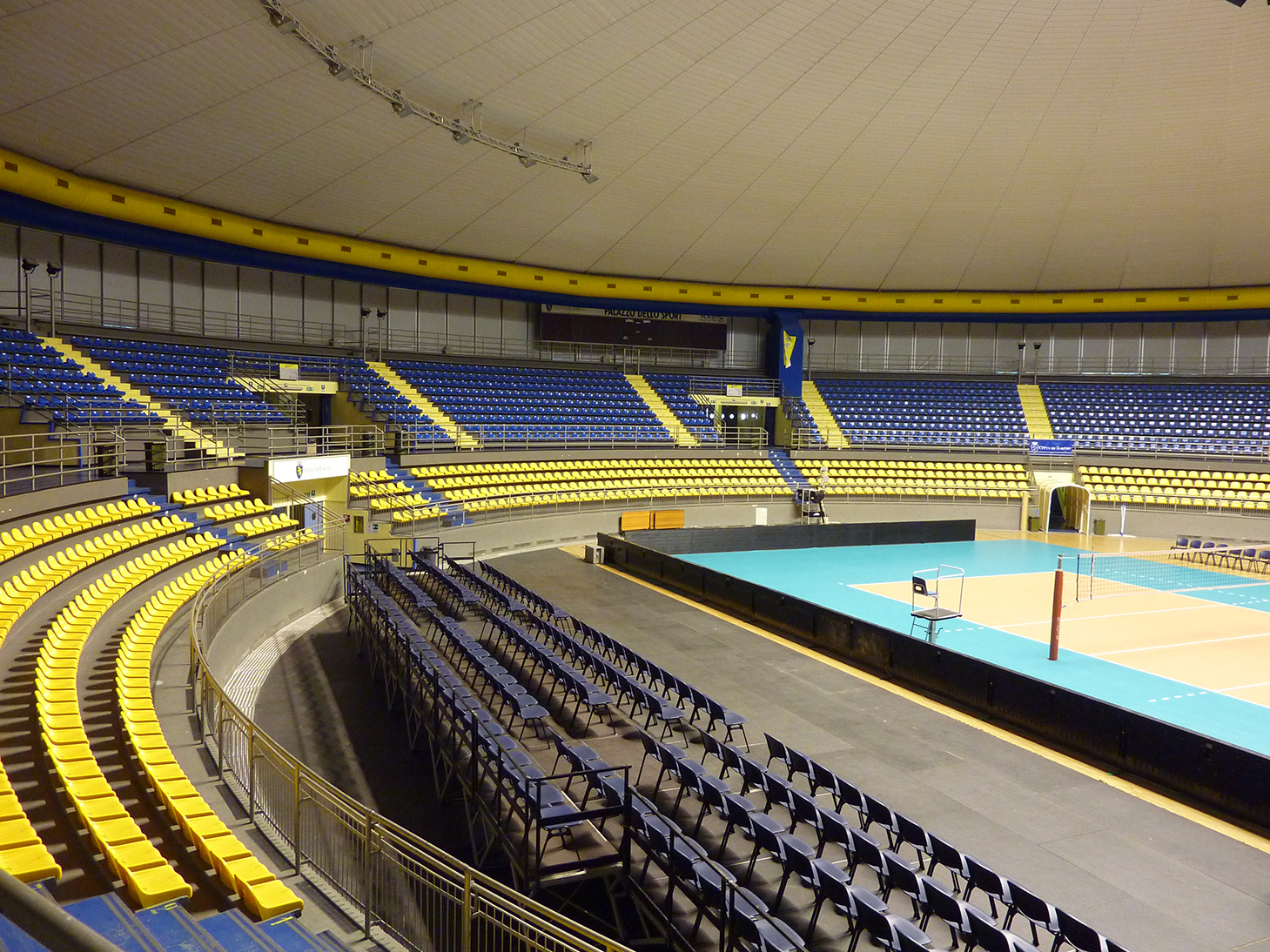
PalaRuffini di Torino: vista tribune
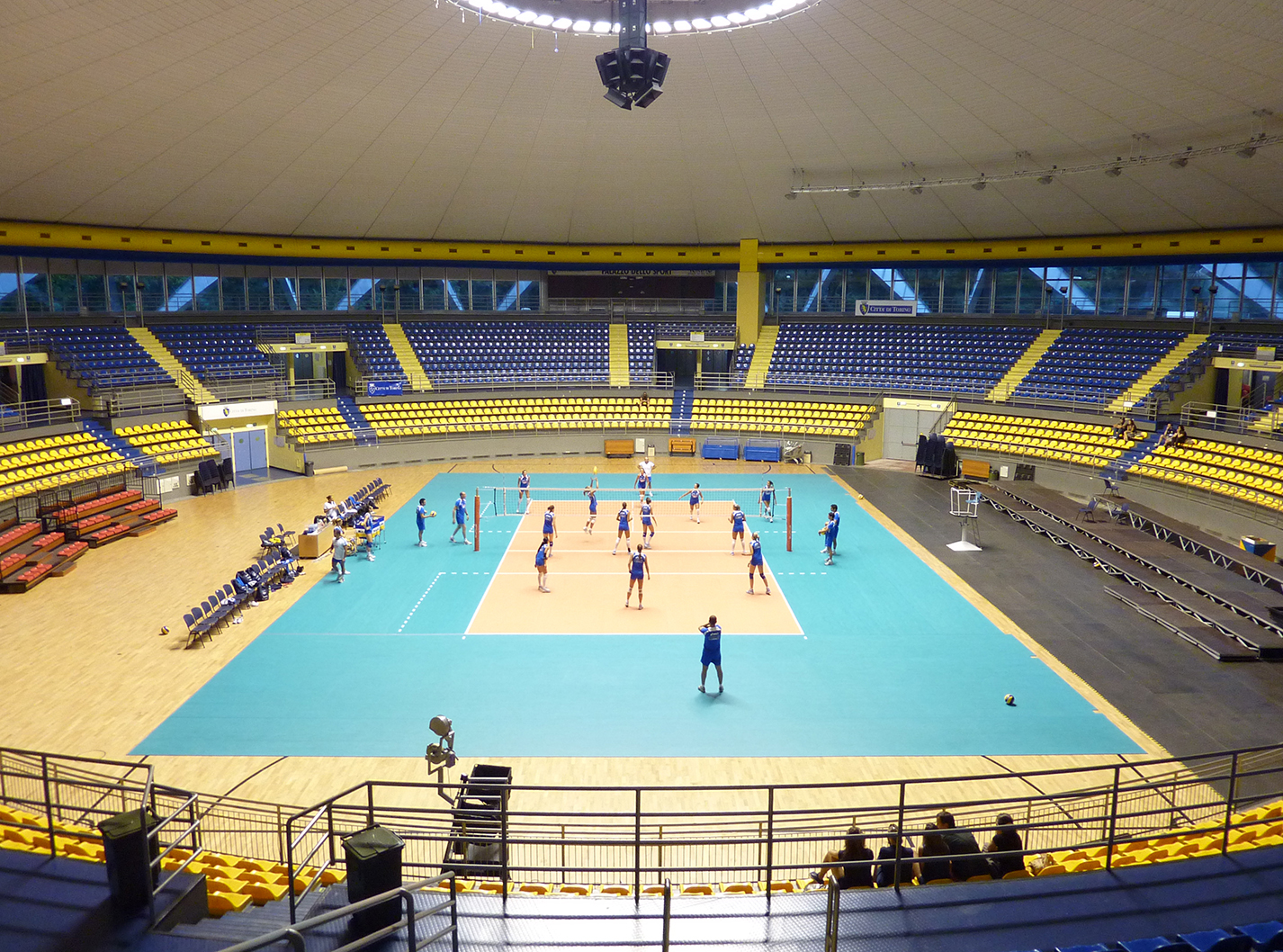
PalaRuffini di Torino: vista panoramica
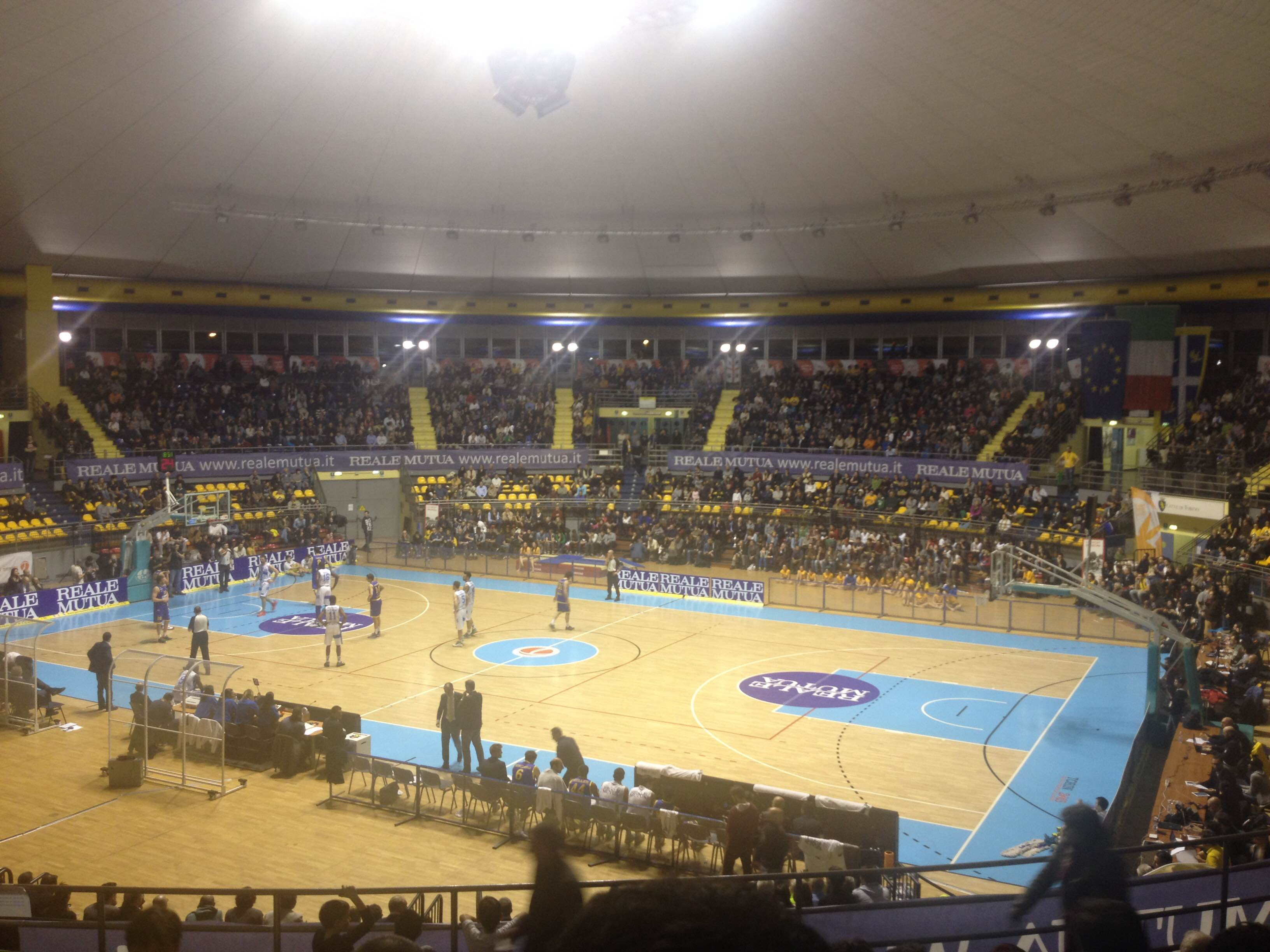
PalaRuffini di Torino: incontro casalingo